# Rádio Guarathan
A Rádio Guarathan foi uma estação de rádio brasileira com sede em Santa Maria, RS. A sede da rádio situava-se no Calçadão Salvador Isaia, no Centro da Cidade, distrito da Sede. Operava na frequência 860 khz AM.

### Extinção
Segundo o portal da Procuradoria-Geral da Fazenda Nacional, a Guarathan possui uma dívida de quase R$ 1,7 milhões. Em fevereiro de 2018, os operadores técnicos da rádio fizeram greve devido à falta de pagamento da segunda parcela do 13º salário de 2017 e FGTS. Em 10 de outubro de 2018, pelo período da manhã, os funcionários não conseguiram entrar na rádio, que havia sido cadeada pelo proprietário. Depois de mais de 58 anos no ar, a Guarathan foi fechada e foi declarada falência. Ao longo dos últimos anos, a emissora enfrentava dificuldades financeiras e ações trabalhistas na justiça.